# Heptanal
Heptanal is een onvertakt aldehyde. Het is een kleurloze vloeistof met een sterke, fruitachtige geur die als uitgangsstof dient voor componenten in parfums en smeermiddel.

## Synthese
In het laboratorium kan heptanal bereid worden door hydroformylering van hexeen of via gedeeltelijke ontleding van esters van ricinolzuur. Technisch kan de stof verkregen worden door destillatie van wonderolie bij verminderde druk.

## Toepassingen
Commercieel wordt heptanal toegepast als uitgangsstof (via de aldolcondensatie met benzaldehyde) voor α-amylkaneelaldehyde, een vaak toegepaste component in de parfumindustrie:
Heptanal ligt ook ten grondslag aan 1-heptanol:
Via het oxidatieproduct heptaanzuur is heptanal een grondstof voor ethylheptanoaat, het laatste is een bestanddeel van sommige smeermiddelen.